# Merremia macrocalyx
Merremia macrocalyx, conhecido popularmente como jitirana, é uma trepadeira da família das convolvuláceas. Possui flores brancas ou vermelhas, afuniladas. O fruto é capsular.

## Etimologia
"Jitirana" procede do tupi yetirana, "falsa batata".
- Commons
- Wikispecies